# Medina (Dakota del Nord)
Medina és una població dels Estats Units a l'estat de Dakota del Nord. Segons el cens del 2000 tenia 335 habitants.

## Demografia
Segons el cens del 2000, Medina tenia 335 habitants, 165 habitatges, i 99 famílies. La densitat de població era de 128,1 hab./km².
Dels 165 habitatges en un 19,4% hi vivien nens de menys de 18 anys, en un 52,1% hi vivien parelles casades, en un 3,6% dones solteres, i en un 39,4% no eren unitats familiars. En el 37,6% dels habitatges hi vivien persones soles el 26,1% de les quals corresponia a persones de 65 anys o més que vivien soles. El nombre mitjà de persones vivint en cada habitatge era de 2,03 i el nombre mitjà de persones que vivien en cada família era de 2,62.
Per edats la població es repartia de la següent manera: un 20% tenia menys de 18 anys, un 2,1% entre 18 i 24, un 20,6% entre 25 i 44, un 23,6% de 45 a 60 i un 33,7% 65 anys o més.
L'edat mediana era de 50 anys. Per cada 100 dones de 18 o més anys hi havia 78,7 homes.
La renda mediana per habitatge era de 22.059 $ i la renda mediana per família de 31.500 $. Els homes tenien una renda mediana de 31.458 $ mentre que les dones 17.500 $. La renda per capita de la població era de 16.860 $. Entorn del 4,8% de les famílies i el 14,1% de la població estaven per davall del llindar de pobresa.

## Poblacions més properes
El següent diagrama mostra les poblacions més properes.